# Blackwell Unbound
Pour les articles homonymes, voir Blackwell.
Blackwell Unbound est un jeu d'aventure graphique en pointer-et-cliquer.
Blackwell Unbound constitue le deuxième épisode de la série Blackwell. L'histoire de cet épisode a lieu plusieurs années avant le premier épisode, The Blackwell Legacy. Les graphismes sont de Erin 'Ivy' Robinson (Spooks, Nanobots, Puzzlebots). Le jeu a été nommé pour la meilleure histoire et a gagné le prix de la meilleure musique aux AGS Awards de 2007.

## L'histoire
L'histoire de Blackwell Unbound se déroule à New York en 1973, soit trente-trois ans avant les événements contés dans Blackwell Legacy qui se situe de nos jours. Lauren Blackwell (la tante de Rosangela) fume tranquillement cigarettes sur cigarettes sur le balcon de son appartement; non loin se trouve le fantôme Joseph Mallone (dit Joey) avec elle. Plusieurs cas étranges ont été révélés à New-York: c'est pourquoi Lauren se propose de lever le mystère qui plane en tant que médium.

### Cas n°1
Lauren et Joey se rendent tous deux à Roosevelt Island Promenade. Ils découvrent l'origine des bruits bizarres du quai : un fantôme saxophoniste. Après l'intervention de Joey, le saxophoniste donne le nom de Johnny Ivory. En se renseignant par téléphone, Lauren apprend que c'est en réalité le nom d'un club de jazz. En s'y rendant, elle trouve, épinglée sur le mur du club, la photo du saxophoniste de son vivant ce qui la mène tout droit sur la piste de la maison de production Jambalaya Records. Le producteur (Dwayne) apprend alors à Lauren qu'il n'était que provisoirement en contact avec les musiciens de Cecil Sharp et son groupe, les C-Sharp. Lauren apprend qu'Isaac, le saxophoniste fantôme en faisait également partie. Cecil Sharp reconnaît le fait et donne à Lauren le nom de Joseph Mitchell, un journaliste célèbre. En passant une visite à Mitchell, Lauren réalise que Sharp était amoureux de la sœur (et chanteuse des C-Sharp) d'Isaac mais que ce dernier était malade et a été petit à petit écarté du groupe ce qui a provoqué la mort de la jeune femme. Sharp avait enregistré une petite partition romantique pour la jeune femme que Lauren s'empressa d'enregistrer. Une fois de retour sur les quais, Lauren fit entendre la partition à Isaac qui se souvint alors des événements fatals qui l'ont mené à la mort; néanmoins il prétendit avoir été tué par quelqu'un. Après la délivrance du fantôme Isaac dans les limbes grâce à la cravate de Joey, apparaît un curieux personnage, une vieille femme (la Comtesse) paraissant tenir un discours décousu.

### Cas n°2
Lauren s'attaque au second fait divers de sa liste: des bruits curieux en provenance d'un immeuble en démolition. Une fois rendus sur la 53rd Avenue, Joey passe à travers la solide palissade du chantier et y trouve l'âme en peine d'une ancienne mère de famille, Mavis Wilcox. Dans le préfabriqué du chantier, Joey apprend le nom de l'entreprise chargé de la démolition de l'immeuble, il s'agit de Seagram Reality. Après avoir contacté Harriett Sherman, l'une des anciennes locataires de l'immeuble en démolition, on apprend que Seagram Reality a proposé de dédommager et de reloger décemment les anciens locataires mais que Mavis Wilcox est restée attacher à son ancien immeuble qu'elle habitait avec son fils Sam. Il apparaît assez vite que Sam n'est pas attaché à sa mère et qu'il fait des études à l'université de Colombia. En réalité, Mavis Wilcox s'est rapidement détachée de la réalité du quotidien, prisonnière de son ancien appartement ne voulant déménager à aucun prix. Lauren et Joey en apprennent plus sur Mavis Wilcox par le biais d'une visite au journaliste Joseph Mitchell qui leur a consacré un article tout comme dans l'enquête précédente. Il faut tout le tact de Joey et le souvenir du cadeau que Sam a fait à sa mère (un exemplaire d'Alice au Pays des Merveilles) pour qu'elle réalise qu'elle est seule au monde et qu'elle hante les ruines de son ancien appartement. Joey aide Mavis à passer de l'autre côté encore une fois grâce au lien-cravate et de Lauren. La Comtesse apparaît une seconde fois après le dénouement.

### La fin
Lauren rentre chez elle et analyse les différents événements de cette longue nuit. Il apparaît qu'il existe un lien entre les articles rédigés par Joseph Mitchell et les morts brusques et soudaines de Isaac et Mavis. Les indices récoltés çà et là laissent supposer que la Comtesse joue un rôle dans les meurtres et qu'elle en veut à Lauren. Cette dernière sait assurément que la vieille femme folle va la rechercher après l'article que leur a consacré le journaliste ce qui signifie donc que la Comtesse cherche ses victimes après lecture des articles rédigés par Mitchell. Le résultat ne se fait pas attendre: la Comtesse sonne chez Lauren, promet de l'aider à y voir plus clair, car après la mort de son guide spirituel (Madeline), elle s'en est remis aux articles de Mitchell. La Comtesse attaque Lauren en tentant de l'étrangler mais cette dernière lui écrase une cigarette dans l'œil. Aveuglée, la Comtesse bernée par Joey – qui tente de sauver une Lauren effondrée au sol- amène cette dernière près du balcon. Fort heureusement, Lauren se réveille à temps et pousse la Comtesse par-dessus le balcon : pas de fantôme vindicatif à signaler, tout danger semble écarté. Après cet épisode particulièrement éprouvant, Lauren téléphone à son frère pour se réconcilier.

## Les personnages
Lauren Blackwell : Lauren est la tante de Rosangela; c'est aussi une femme indépendante et une fumeuse invétérée. On peut la voir en guise de caméo sur les murs de l'appartement de Rosangela dans les autres épisodes de la série. Blackwell Unbound est le seul épisode la mettant en scène. On sent entre elle et Joey une grande complicité car elle a librement accepté de devenir médium ainsi que le lien privilégié qui l'unit à son guide spirituel, Joey.
Joseph Mallone (dit Joey) : Joey est un fantôme et le guide spirituel de la famille Blackwell. Contrairement à Rosangela, Joey possède une plus grande proximité avec Lauren qu'avec sa nièce Rosangela qui n'a accepté le lien qu'à contrecœur. Joey possède l'allure d'un homme vêtu d'un costume cravate et d'un chapeau mou qui le fait ressembler à un détective tendance dur à cuir alors que derrière son fond bourru et cynique se cache un cœur d'or.
Isaac Brown : le saxophoniste fantôme hante les quais d'un parc de New Roosevelt Promenade. Il ne cesse de jouer de son instrument que lorsque Joey et Lauren lui font comprendre qu'il est mort. Il faisait autrefois partie du groupe de Cecil Sharp, les C-Sharp. C'est l'une des victimes de la Comtesse.
Mavis Wilcox : son fantôme hante les décombres d'un chantier. Mère d'un fils, elle refuse obstinément les propositions de dédommagements de Seagram Reality pour tenter de la reloger ailleurs. Elle se coupe alors de fils et de la réalité. De l'avis même de Dave Gilbert (dans les commentaires audio activés pendant le jeu), il s'agit aussi de l'un des personnages les plus tristes qu'il ait conçu. Elle est l'une des victimes de la Comtesse.
Cecil Sharp : Cecil Sharp est un musicien noir de New-York assurant l'ambiance dans le club de Johnny Ivory. il est le fondateur du groupe de musique, les C-Sharp. Son amour pour la sœur de Isaac le contrarie car il se sent responsable d'eux. Il possède un naturel affable et enjôleur surtout avec la gent féminine. Il a également composé un petit air romantique pour la sœur de Iassac qui permet à ce dernier de réaliser qu'il est mort et de reposer en paix.
Dwayne : il est le fondateur de la maison de production de disques Jambalaya Records. Il parle avec un accent jamaicain. Bien que sa petite entreprise se montre prospère, il ne semble pas réellement connaître les artistes qu'il produit.
Harriett Sherman : il est une petite femme âgée à lunettes. C'est l'une des anciennes résidentes de l'immeuble en destruction qui a été relogée à grands frais. Elle n'a pas sa langue dans sa poche et n'accepte de recevoir Lauren que moyennant paiement.
Joseph Mitchell : c'est un journaliste new-yorkais ayant réellement existé. Il écrivait sur des sujets peu communs à son époque que bon nombre de ses collègues traitaient avec mépris comme la vie des gens simples. Il a interviewé Isaac et Mavis avant leur mort et constitue donc le nœud gordien des meurtres sur lesquels enquêtent Lauren et Joey. Il constitue involontairement le guide spirituel de la Comtesse depuis la disparition de son fantôme.
La Comtesse : extérieurement, la Comtesse est une vieille femme tenant un discours incohérent qui pousse ses interlocuteurs à croire qu'elle a perdu la raison et qu'elle est peut-être folle. Elle divague devant Lauren en affirmant qu'elle voulait sauver Isaac et Mavis et non les tuer; néanmoins elle est coupable des deux meurtres. Personnage énigmatique au début, apparaissant sporadiquement après chaque délivrance des fantômes, elle prétend être une ancienne médium ayant perdu son guide spirituel (Madeline) ce qui expliquerait son manque de clairvoyance et donc sa folie. Elle se base sur les articles rédigés par J.Mitchell pour trouver Isaac et Mavis puis les tuer avant de lire l'article consacré à Lauren et de rendre à son appartement. Elle révèle ses véritables intentions quand, pour sauver Lauren, elle la saisit à la gorge pour l'étrangler. Rendue aveugle par une cigarette dans l'œil et dupée par Joey, elle meurt défenestrée grâce à l'ultime intervention de Lauren.

## Le casting du doublage
Voici le cating du boublage, dans l'ordre d'apparition du jeu :
- Dani Marco (Lauren Blackwell)
- Abe Goldfarb (Joey Mallone)
- Daryl Lathon (Isaac Brown, Cecil Sharp)
- Chen-Young Hsu (Mavis Wilcox)
- Stephanie Cox-Williams (la Comtesse)
- Francisco Gonzalez (Dwayne, Sam Durkin)
- David Gilbert (Joseph Mitchell, Jack Blackwell)
- Shelly Smith (Harriett Sherman)
- Julia Detar (Columbia Operator)
- Brandon Van Slyke (New Yorker Operator)

## Code d'activation des bonus
Ce code est donné dans le générique de fin : realugly. On recense aussi le nombre de cigarattes fumées par Lauren et le nombre de fois qu'Isaac a frappé Joey pendant le jeu.

## Accueil
- Adventure Gamers : 3,5/5[1]